# Walloper Lake Park
Walloper Lake Park är en park i Kanada.   Den ligger i provinsen British Columbia, i den södra delen av landet, 3 300 km väster om huvudstaden Ottawa. Walloper Lake Park ligger 1 328 meter över havet. Den ligger vid sjön Walloper Lake.
Terrängen runt Walloper Lake Park är kuperad åt sydväst, men åt nordost är den platt. Trakten runt Walloper Lake Park är nära nog obefolkad, med mindre än två invånare per kvadratkilometer.. Närmaste större samhälle är Logan Lake, 18,8 km väster om Walloper Lake Park. 
I omgivningarna runt Walloper Lake Park växer i huvudsak barrskog.